# Austracantha minax
Genre
Espèce
Synonymes
- Gasteracantha minax Thorell, 1859
- Gasteracantha flavomaculata Keyserling, 1865
- Gasteracantha astrigera L. Koch, 1871
- Gasteracantha lugubris L. Koch, 1871
- Actinacantha maculata Karsch, 1878
- Gasteracantha minax leonhardii Strand, 1913
- Gasteracantha minax hermitis Hogg, 1914

Austracantha minax, unique représentant du genre Austracantha, est une espèce d'araignées aranéomorphes de la famille des Araneidae.

## Distribution
Cette espèce est endémique d'Australie.

## Description

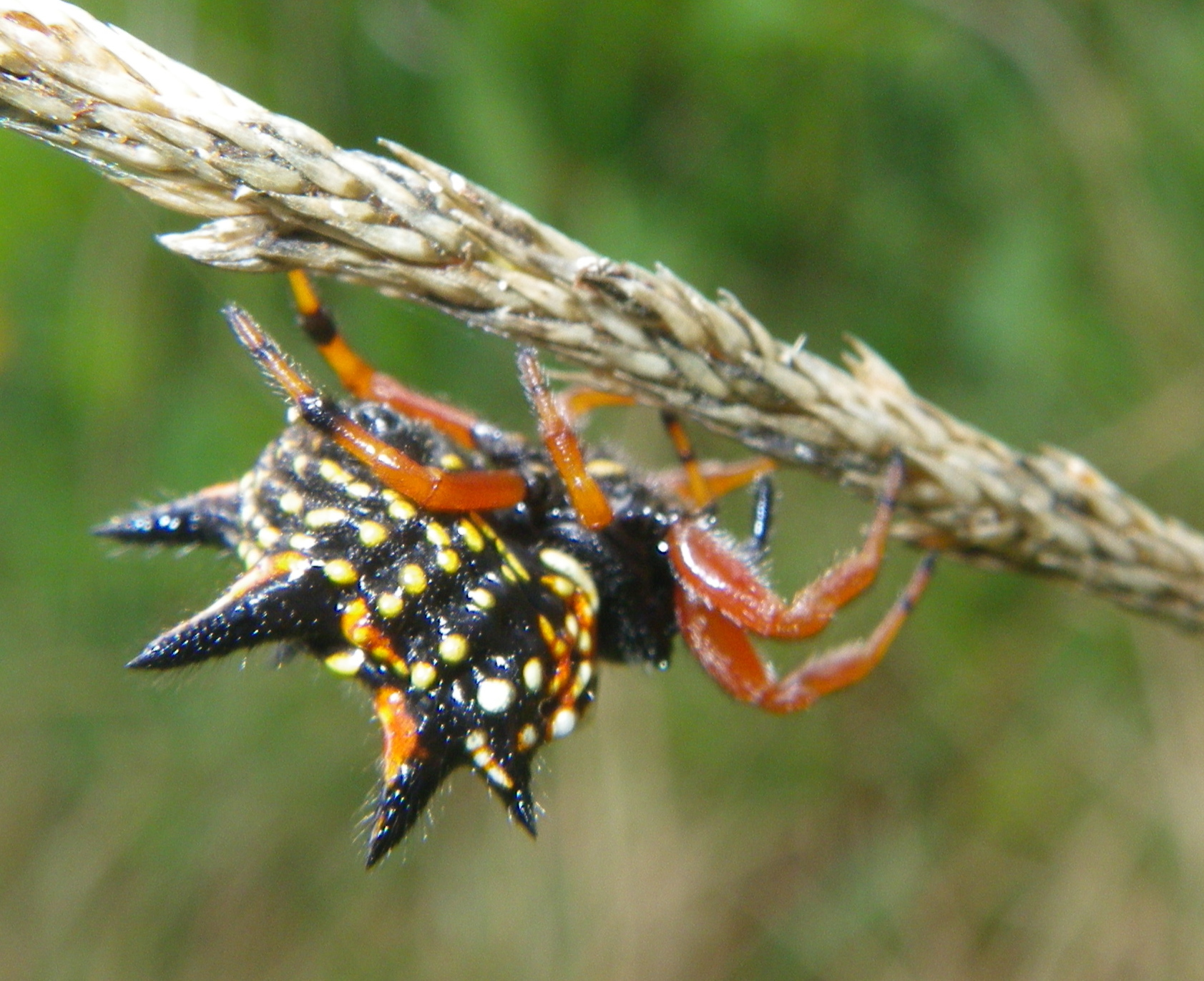

Les femelles décrites par Dondale en 1966 mesurent de 6,7 à 9,0 mm et le mâle 4,4 mm.

## Liste des sous-espèces
Selon World Spider Catalog (version 17.0, 01/03/2016) :
- Austracantha minax astrigera (C. L. Koch, 1871)
- Austracantha minax hermitis (Hogg, 1914) des îles Montebello
- Austracantha minax leonhardii (Strand, 1913)
- Austracantha minax lugubris (C. L. Koch, 1871)
- Austracantha minax minax   (Thorell, 1859)

## Galerie

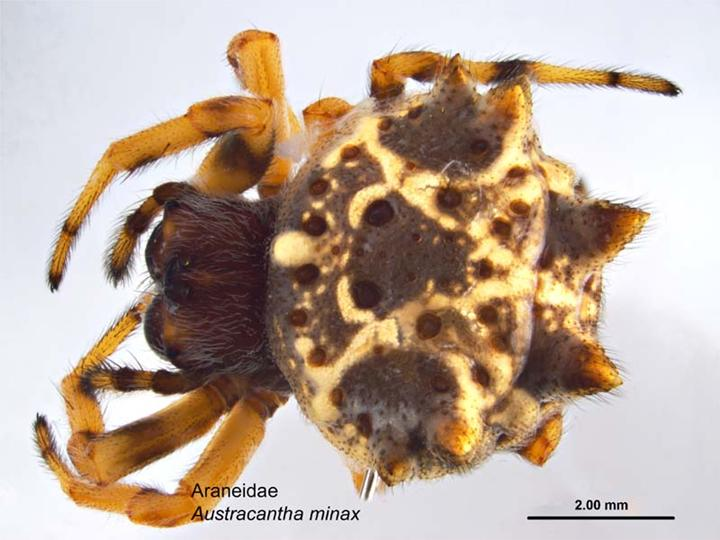
femelle
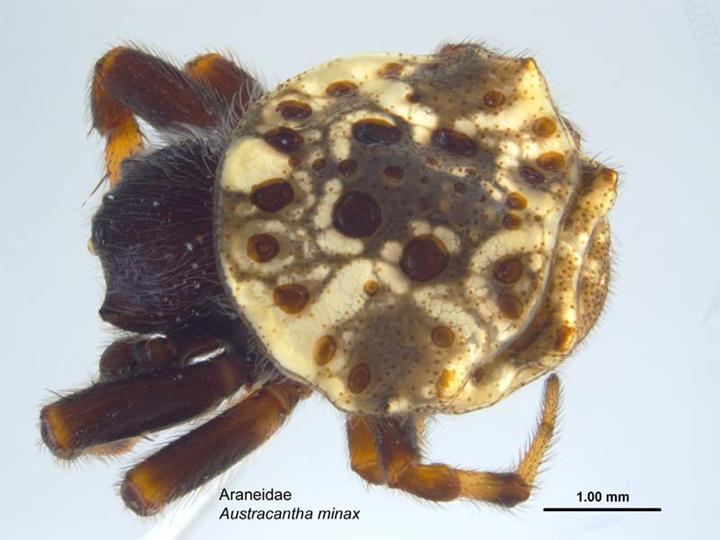
mâle
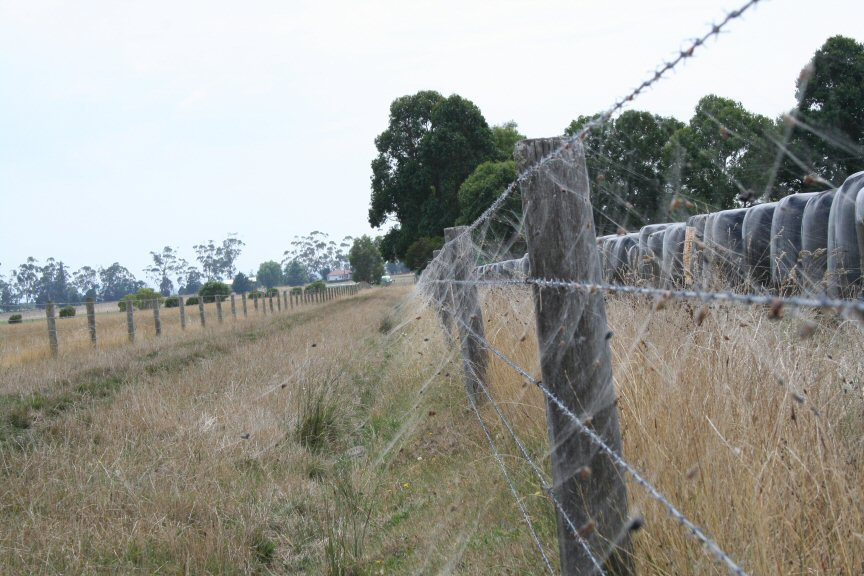
Toile
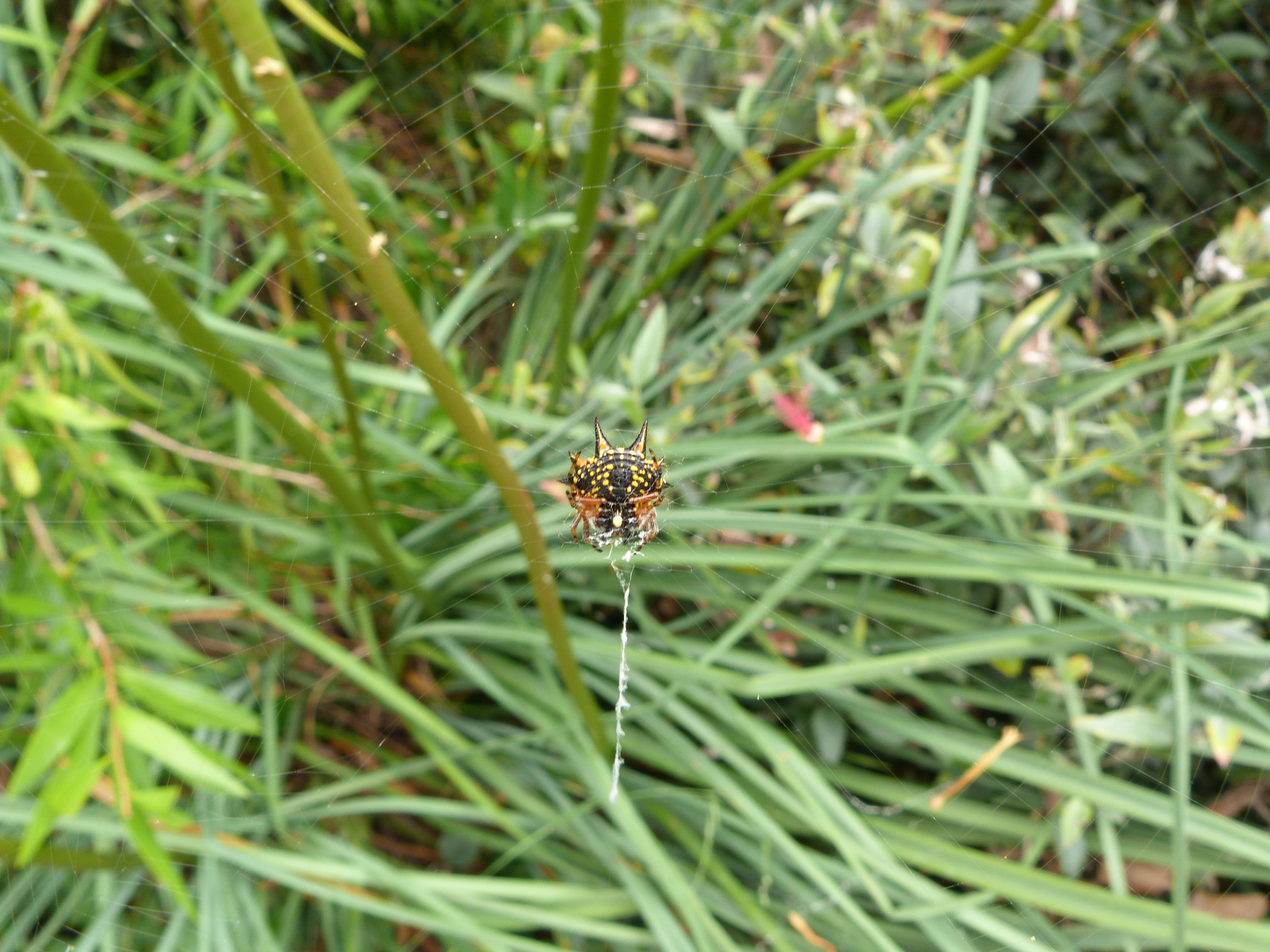
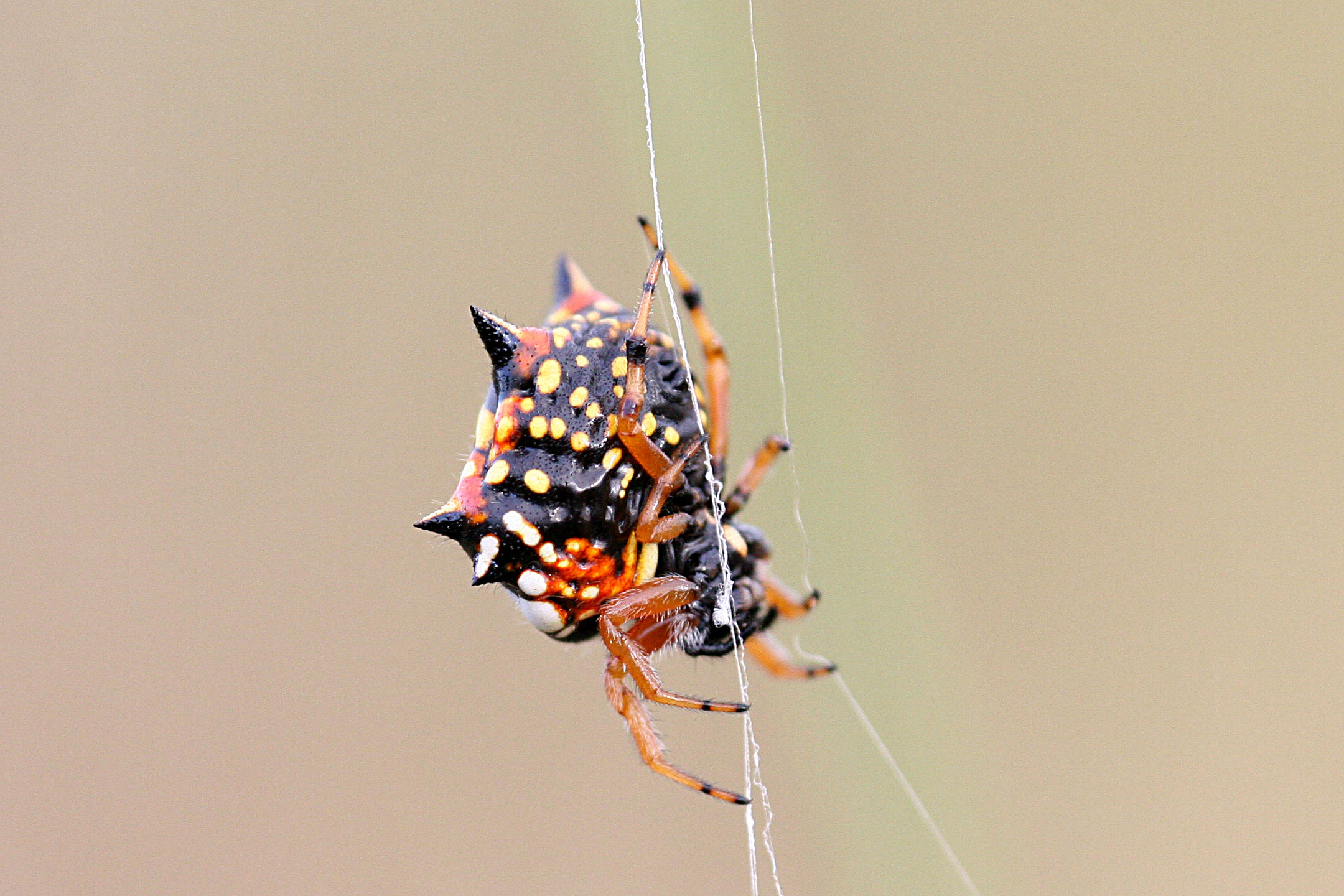

## Publications originales
- Thorell, 1859 : Nya exotiska Epeirider. Öfversigt af Kongliga Vetenskaps Akademiens Förhandlingar, vol. 16, p. 299-304.
- L. Koch, 1871 : Die Arachniden Australiens, nach der Natur beschrieben und abgebildet. Nürnberg, vol. 1, p. 1-104 (texte intégral).
- Strand, 1913 : Über einige australische Spinnen des Senckenbergischen Museums. Zoologische Jahrbücher. Abteilung für Systematik, Geographie und Biologie der Tiere, vol. 35, p. 599-624 (texte intégral).
- Hogg, 1914 : Spiders from the Montebello Islands. Proceedings of the Zoological Society of London, vol. 1914, p. 69-92.
- Dahl, 1914 : Die Gasteracanthen des Berliner Zoologischen Museums und deren geographische Verbreitung. Mitteilungen aus dem Zoologischen Museum in Berlin, vol. 7, p. 235-301.